# Augustus Lane-Fox Pitt Rivers
Augustus Lane-Fox Pitt Rivers (Wetherby, 14 de abril de 1827 — Wiltshire, 4 de maio de 1900) foi um inglês arqueólogo, etnólogo e oficial do Exército Britânico, pioneiro nos métodos modernos de escavação arqueológica.

## Biografia
Nascido com o nome de Augustus Henry Lane-Fox, Pitt Rivers seguiu carreira no exército britânico, tendo servido como tenente durante a Guerra da Crimeia. Aposentando-se em 1882, herdou uma propriedade de seu primo no sul da Inglaterra, que serviu de base para suas pesquisas arqueológicas. Décadas antes, no entanto, já se interessava por arqueologia e etnografia, tendo construído uma vasta coleção etnográfica com itens de todas as partes do mundo. Essa coleção é hoje a base do Pitt Rivers Museum, em Oxford.

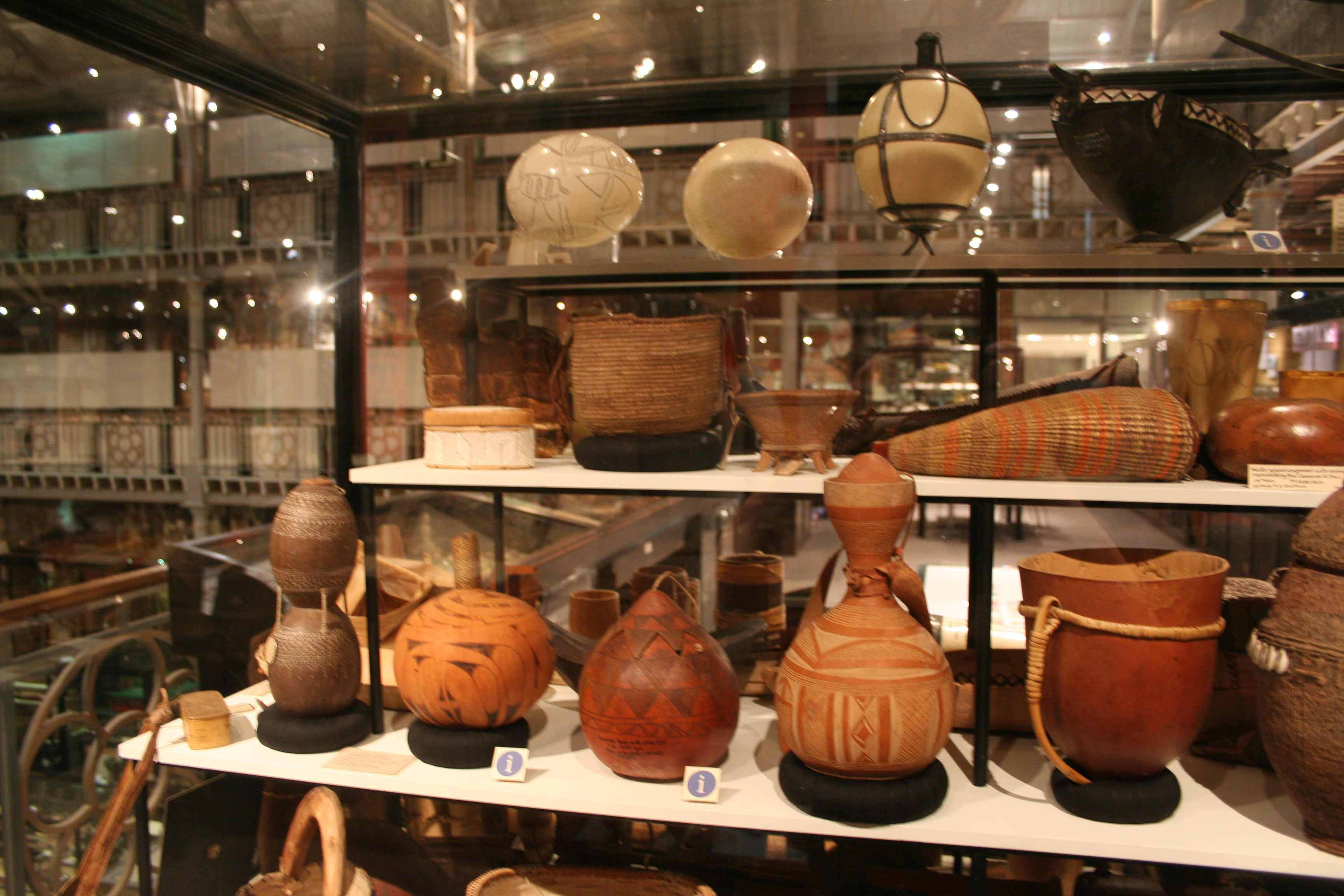
Detalhe da coleção etnográfica do Pitt Rivers Museum

Na década de 1850, empreendeu seus primeiros estudos em antropologia como consequência do estudo que fez sobre armas de fogo, buscando melhorias técnicas nos rifles do exército britânico. Na década seguinte, passou a organizar sua coleção etnográfica de acordo com os padrões evolucionistas de Charles Darwin e Herbert Spencer, conciliando tipologia e cronologia em um arranjo museológico pioneiro na época.
A partir de 1882, Pitt Rivers trabalhou como o primeiro Inspetor de Monumentos Antigos da Grã-Bretanha, cargo criado por seu sogro, o antropólogo e político John Lubbock. Suas atribuições incluíam catalogar e proteger os sítios arqueológicos britânicos, mas as limitações da lei não o deram muito poder perante os donos das terras onde estavam os sítios arqueológicos.

## Método arqueológico
Nas escavações que conduziu em sua propriedade, encontrou ocupações romanas e saxônicas, escavadas e analisadas durante dezessete temporadas, da década de 1880 até sua morte. Sua inovação metodológica mais importante foi sua insistência em considerar todos os artefatos importantes para catalogação, não apenas os bonitos ou valiosos. Essa abordagem da importância dos objetos da vida cotidiana para entender o passado estava em franco contraste com a arqueologia praticada na época, que pouco se diferenciava da caça a tesouros. Seus rígidos métodos militares influenciaram a prospecção e escavação de sítios arqueológicos, com o uso de planos, seções e modelos para registrar a posição exata em que cada objeto havia sido encontrado. Seu método sistemático e abrangente resultou na publicação de alguns dos catálogos de escavação mais completos jamais publicados, tornado-se referência padrão para as publicações posteriores.

## Defensor da cremação
Pitt Rivers era um defensor da cremação. Embora muitas pessoas acreditassem que era imoral destruir um cadáver, o movimento de cremação favorecia uma forma prática de se livrar dos corpos. Pitt Rivers foi cremado após sua morte em 1900.